# 出川一茂ホラン☆フシギの会
『出川一茂ホラン☆フシギの会』（でがわかずしげホランフシギのかい）は、テレビ朝日で2022年10月7日から放送されているバラエティ番組。出川哲朗・長嶋一茂・ホラン千秋の冠番組。

## 概要
不思議な現象・人物・科学・マジック、地域限定で食べられている食材などをVTRで紹介し、これを題材に長嶋一茂・出川哲朗・ホラン千秋の3人がトークする。
2022年12月31日（土曜日）23:00 - 25:45に本番組をベースにした年越し特番『ザワつく!!年越しフシギ大賞!!!』を放送した。ただし、出川は放送時間の一部が重複していた民放他局の裏番組に出演のため欠席した。代理として長嶋がレギュラー出演しているトークバラエティ『ザワつく!金曜日』で進行役を務める高橋茂雄（サバンナ）が出演した。
2023年1月20日（金曜日）19:54 - 21:48に初のゴールデンタイムに2時間スペシャルを放送した。
2023年3月、本番組を金曜（木曜深夜）1:26 - 1:56から41年間の歴史に終止符を打つこととなる長寿深夜番組『タモリ倶楽部』の後継番組として金曜深夜（土曜未明）の0:20 - 0:50の放送枠へ移動することが発表された。
2023年5月16日（火曜日）の19時 - 20時54分に2度目となるゴールデン特番が放送された。
2023年秋の番組改編より火曜日の19時台に放送時間を移動することとなり、ゴールデン帯での放送に昇格した。これにともない、同時間帯に放送されていた『家事ヤロウ!!!』は同曜日の20時台へ、20時台に放送されていた『有吉クイズ』は月曜の0時25分（日曜深夜）からへそれぞれ放送時間が移動することとなった。
ゴールデン時代は、『家事ヤロウ!!!』と隔週で2時間、もしくは3時間スペシャルを放送することが多かった。
2025年4月5日からは土曜の22時台後半に放送移動し、レギュラー出演者のホランは前枠の『THE 世代感』に次いでの出演となる。

## 出演者
- 長嶋一茂
- 出川哲朗
- ホラン千秋
- 椿原愛
- 特殊な能力や技を持った人

## ネット局

### 深夜時代
| 放送対象地域   | 放送局                       | 系列           | 放送時間                     | ネット状況 | 備考      |
| -------------- | ---------------------------- | -------------- | ---------------------------- | ---------- | --------- |
| 関東広域圏     | テレビ朝日（EX）             | テレビ朝日系列 | 土曜 0:20 - 0:50（金曜深夜） | 制作局     | 制作局    |
| 青森県         | 青森朝日放送（ABA）          | テレビ朝日系列 | 土曜 0:20 - 0:50（金曜深夜） | 同時ネット | [ 注 3 ]  |
| 山形県         | 山形テレビ（YTS）            | テレビ朝日系列 | 土曜 0:20 - 0:50（金曜深夜） | 同時ネット |           |
| 福島県         | 福島放送（KFB）              | テレビ朝日系列 | 土曜 0:20 - 0:50（金曜深夜） | 同時ネット |           |
| 北海道         | 北海道テレビ（HTB）          | テレビ朝日系列 | 日曜 0:00 - 0:30（土曜深夜） | 遅れネット |           |
| 岩手県         | 岩手朝日テレビ（IAT）        | テレビ朝日系列 | 土曜 0:50 - 1:20（金曜深夜） | 遅れネット |           |
| 宮城県         | 東日本放送（khb）            | テレビ朝日系列 | 水曜 0:20 - 0:50（火曜深夜） | 遅れネット |           |
| 秋田県         | 秋田朝日放送（AAB）          | テレビ朝日系列 | 土曜 0:50 - 1:20（金曜深夜） | 遅れネット | [ 注 4 ]  |
| 新潟県         | 新潟テレビ21（UX）           | テレビ朝日系列 | 水曜 0:50 - 1:20（火曜深夜） | 遅れネット |           |
| 長野県         | 長野朝日放送（abn）          | テレビ朝日系列 | 日曜 0:00 - 0:30（土曜深夜） | 遅れネット |           |
| 静岡県         | 静岡朝日テレビ（SATV）       | テレビ朝日系列 | 木曜 0:15 - 0:45（水曜深夜） | 遅れネット | [ 注 5 ]  |
| 石川県         | 北陸朝日放送（HAB）          | テレビ朝日系列 | 日曜 0:35 - 1:05（土曜深夜） | 遅れネット | [ 注 6 ]  |
| 中京広域圏     | 名古屋テレビ（メ～テレ/NBN） | テレビ朝日系列 | 木曜 0:57 - 1:29（水曜深夜） | 遅れネット |           |
| 広島県         | 広島ホームテレビ（HOME）     | テレビ朝日系列 | 日曜 0:00 - 0:29（土曜深夜） | 遅れネット | [ 注 7 ]  |
| 山口県         | 山口朝日放送（yab）          | テレビ朝日系列 | 土曜 15:25 - 15:55           | 遅れネット |           |
| 香川県・岡山県 | 瀬戸内海放送（KSB）          | テレビ朝日系列 | 火曜 0:20 - 0:50（月曜深夜） | 遅れネット |           |
| 福岡県         | 九州朝日放送（KBC）          | テレビ朝日系列 | 日曜 14:25 - 14:55           | 遅れネット | [ 注 8 ]  |
| 長崎県         | 長崎文化放送（ncc）          | テレビ朝日系列 | 日曜 11:00 - 11:25           | 遅れネット |           |
| 大分県         | 大分朝日放送（OAB）          | テレビ朝日系列 | 火曜 0:15 - 0:45（月曜深夜） | 遅れネット | [ 注 9 ]  |
| 鹿児島県       | 鹿児島放送（KKB）            | テレビ朝日系列 | 水曜 0:50 - 1:20（火曜深夜） | 遅れネット |           |
| 沖縄県         | 琉球朝日放送（QAB）          | テレビ朝日系列 | 金曜 15:15 - 15:45           | 遅れネット | [ 注 10 ] |

不定期ネット局
- 朝日放送テレビ（ABC TV・近畿広域圏） - 正確な放送時間はなく、つなぎ番組や土曜日や日曜日の昼などに穴埋めとして放送されることが多い。
- 宮崎放送（mrt・宮崎県）土曜午後に不定期放送。

### 火曜ゴールデンタイム時代
| 放送対象地域   | 放送局                       | 系列           | 放送時間           | ネット状況 | 備考   |
| -------------- | ---------------------------- | -------------- | ------------------ | ---------- | ------ |
| 関東広域圏     | テレビ朝日（EX）             | テレビ朝日系列 | 火曜 19:00 - 20:00 | 制作局     | 制作局 |
| 北海道         | 北海道テレビ（HTB）          | テレビ朝日系列 | 火曜 19:00 - 20:00 | 同時ネット |        |
| 青森県         | 青森朝日放送（ABA）          | テレビ朝日系列 | 火曜 19:00 - 20:00 | 同時ネット |        |
| 岩手県         | 岩手朝日テレビ（IAT）        | テレビ朝日系列 | 火曜 19:00 - 20:00 | 同時ネット |        |
| 宮城県         | 東日本放送（khb）            | テレビ朝日系列 | 火曜 19:00 - 20:00 | 同時ネット |        |
| 秋田県         | 秋田朝日放送（AAB）          | テレビ朝日系列 | 火曜 19:00 - 20:00 | 同時ネット |        |
| 山形県         | 山形テレビ（YTS）            | テレビ朝日系列 | 火曜 19:00 - 20:00 | 同時ネット |        |
| 福島県         | 福島放送（KFB）              | テレビ朝日系列 | 火曜 19:00 - 20:00 | 同時ネット | [ 7 ]  |
| 新潟県         | 新潟テレビ21（UX）           | テレビ朝日系列 | 火曜 19:00 - 20:00 | 同時ネット |        |
| 長野県         | 長野朝日放送（abn）          | テレビ朝日系列 | 火曜 19:00 - 20:00 | 同時ネット |        |
| 静岡県         | 静岡朝日テレビ（SATV）       | テレビ朝日系列 | 火曜 19:00 - 20:00 | 同時ネット |        |
| 石川県         | 北陸朝日放送（HAB）          | テレビ朝日系列 | 火曜 19:00 - 20:00 | 同時ネット |        |
| 中京広域圏     | 名古屋テレビ（メ～テレ/NBN） | テレビ朝日系列 | 火曜 19:00 - 20:00 | 同時ネット |        |
| 近畿広域圏     | 朝日放送テレビ（ABC TV）     | テレビ朝日系列 | 火曜 19:00 - 20:00 | 同時ネット |        |
| 広島県         | 広島ホームテレビ（HOME）     | テレビ朝日系列 | 火曜 19:00 - 20:00 | 同時ネット |        |
| 山口県         | 山口朝日放送（yab）          | テレビ朝日系列 | 火曜 19:00 - 20:00 | 同時ネット |        |
| 香川県・岡山県 | 瀬戸内海放送（KSB）          | テレビ朝日系列 | 火曜 19:00 - 20:00 | 同時ネット |        |
| 愛媛県         | 愛媛朝日テレビ（eat）        | テレビ朝日系列 | 火曜 19:00 - 20:00 | 同時ネット |        |
| 福岡県         | 九州朝日放送（KBC）          | テレビ朝日系列 | 火曜 19:00 - 20:00 | 同時ネット |        |
| 長崎県         | 長崎文化放送（ncc）          | テレビ朝日系列 | 火曜 19:00 - 20:00 | 同時ネット |        |
| 熊本県         | 熊本朝日放送（KAB）          | テレビ朝日系列 | 火曜 19:00 - 20:00 | 同時ネット |        |
| 大分県         | 大分朝日放送（OAB）          | テレビ朝日系列 | 火曜 19:00 - 20:00 | 同時ネット |        |
| 鹿児島県       | 鹿児島放送（KKB）            | テレビ朝日系列 | 火曜 19:00 - 20:00 | 同時ネット |        |
| 沖縄県         | 琉球朝日放送（QAB）          | テレビ朝日系列 | 火曜 19:00 - 20:00 | 同時ネット |        |
| 富山県         | チューリップテレビ（TUT）    | TBS系列        | 日曜 14:00 - 14:54 | 遅れネット |        |

## スタッフ
土曜プライムタイム時代（2025年4月現在）
- ナレーション：林田尚親
- 構成：小野高義、相澤昇、水野英昭
- TM：森山顕矩（テレビ朝日）
- TD/SW：蝦名岳文
- カメラ：時田将光
- MIX：林田群士
- VE：中村優介
- 照明：弓削和幸
- 美術：山本和記
- 美術デザイン：谷口絵梨果
- 美術進行：木滝亜優
- 大道具：鈴木慎司
- 小道具：石井琢也
- 電飾：杉原由梨
- 植木：杉田英展
- ヘアメイク：川口カツラ店
- 編集：中島拓也（PuniPika）
- MA：須藤幹成
- 音響効果：岡田淳一
- 編成：米川宝・辻慈生（共にテレビ朝日）
- 宣伝：荒木雄大（テレビ朝日）
- デスク：原利加子
- リサーチ：石井千鶴、川山佳大
- 美術協力：テレビ朝日クリエイト、テルミック
- 技術協力：テイクシステムズ、テレテック、TSP、東京オフラインセンター、ロッコウ・プロモーション、ONE
- 制作協力：U-FIELD
- AD：渡邊菜々子、上田慧、北澤祐哉、小林怜香
- AP：地濃愛（U-FIELD）、宮﨑浩子
- FD：堀脇慎志郎
- ディレクター：長沼昭悟（ベイビーディレクター）、本間和美、柳光友晴（U-FIELD）
- 演出：新沢学（U-FIELD）
- プロデューサー：名田圭佑・植田弘樹（共にテレビ朝日、植田→以前は演出）、上原敏明（U-FIELD）、平出さとし（ドラゴンエンタテインメント）、杉本美雪（U-FIELD）、大西耕太（トップシーン）
- ゼネラルプロデューサー：新田良太（テレビ朝日）
- 制作：テレビ朝日ビジネスソリューション本部コンテンツ編成局第１制作部
- 制作著作：テレビ朝日

### 過去のスタッフ
- プロデューサー：高橋佑輔（テレビ朝日）
- エグゼクティブプロデューサー：寺田伸也（テレビ朝日）